# John Macmillan Brown
John Macmillan Brown (Irvine, 5 de mayo de 1845 - Christchurch, 18 de enero de 1935) fue un académico neozelandés de origen escocés, administrador y promotor de la educación para mujeres.

## Biografía
Brown nació en Irvine, el sexto hijo de Ann Brown y su esposo, James Brown, un capitán de mar. John fue criado en una familia que valoraba mucho la educación, tanto para hombres como para mujeres. Asistió a la Irvine Academy, luego a la Universidad de Edimburgo y a la Universidad de Glasgow. Declinó una beca Balliol en matemáticas y, en su lugar, aceptó una exposición Snell para Clásicos y filosofía.
En 1874 fue seleccionado como profesor de Clásicos e Inglés, una de las tres cátedras fundacionales en el recién establecido Canterbury College en Christchurch, que en ese momento formaba parte de la Universidad de Nueva Zelanda. En su nuevo cargo, trabajaba 16 horas al día, cubriendo literatura y composición en inglés, latín y griego; inspeccionando escuelas secundarias y examinando para certificados de maestros. Después de que se nombrara a un profesor de clásicos en 1879, asumió la historia y la economía política.
Bajo su patrocinio, Canterbury College admitió a Helen Connon como estudiante matriculada en 1876, la primera institución universitaria de Australasia en admitir mujeres en clases de grado en igualdad de condiciones que los hombres. Connon fue la segunda mujer en el Imperio Británico en graduarse como Licenciada en Artes y la primera en recibir un título con honores. Brown y Connon se casaron el 9 de diciembre de 1886. Tuvieron dos hijos, Viola y Millicent, quien luego se casó con Archibald Baxter y fue madre del poeta James K. Baxter.
Además, Brown también ayudó a establecer la Biblioteca Macmillan Brown, una biblioteca de investigación, archivo y galería de arte asociada con la Universidad de Canterbury. Las colecciones de la Biblioteca Macmillan Brown se centran en la historia de Nueva Zelanda y las Islas del Pacífico. Brown también asignó una parte sustancial de su fortuna a la Biblioteca Macmillan Brown y al Centro Macmillan Brown de Estudios del Pacífico de la Universidad de Canterbury. Bajo el seudónimo Godfrey Sweven, también publicó dos novelas utópicas: «Riallaro, el archipiélago de los desterrados» en 1901 y «Limanora, la isla del progreso» en 1903.
Brown falleció en Christchurch el 18 de enero de 1935 a la edad de 89 años, dejando un importante legado al Canterbury College.

## Obra
- The Riddle of the Pacific (Londres: Fisher Unwin, 1924).